# Baltasar Maciel y de la Cueva
Baltasar Maciel y de la Cueva, nacido como Baltasar Maciel Páez de Puga y de la Cueva o simplemente Baltasar Maciel (Corrientes, Gobernación del Río de la Plata, 1640 - ib., 15 de mayo de 1701), era un militar que llegaría al rango de general, encomendero, funcionario y conquistador hispano-criollo de origen luso-rioplatense que fue elegido en cinco ocasiones como alcalde de primer voto de Corrientes, en el año 1670, en 1672, en 1682, en 1693 y en 1695, y además fue nombrado tres veces como teniente de gobernador de Corrientes desde 1675 hasta 1678, interinamente en 1687 y desde 1700 hasta su fallecimiento en el cargo, en 1701.

## Biografía hasta el cargo de alcalde de Corrientes

### Origen familiar y primeros años
Baltasar Maciel y de la Cueva había nacido en el año 1640 en la ciudad de Corrientes, capital de la tenencia de gobierno homónima de la gobernación del Río de la Plata, la cual a su vez era una entidad autónoma dentro del Virreinato del Perú.
Era hijo del capitán luso-hispano Baltasar Maciel y Páez de la Puga (n. Viana do Castelo, ca. 1600), que llegó a la gobernación rioplatense en 1625 cuando su nación estaba regida por la unión dinástica Filipina de la Monarquía Hispánica y luego de avecindarse en Corrientes se dedicó a la agricultura, pasó a ser encomendero, pero al comenzar la guerra de Restauración de la Independencia de Portugal, fue incluido en el posterior desarme de los lusitanos en el año 1643, y de su esposa hispano-criolla Ana de la Cueva y Prado (n. Concepción del Bermejo, Chaco Austral, ca. 1615).
Tenía una hermana llamada Isabel Maciel y de la Cueva (n. Corrientes, e/ septiembre y 13 de noviembre de 1649) que se enlazó hacia 1669 con el capitán Domingo de Peralta (n. Asunción del Paraguay, ca. 1631), avecindado en Corrientes desde 1649, fue regidor, alcalde y alférez real, y que salvó al gobernador paraguayo Alonso Sarmiento del ataque de una sublevación guaraní del poblado de Arecayá en 1660. Isabel y Domingo tuvieron por lo menos a una hija: Ana de Peralta Maciel (Corrientes, 1670-ca. 1682).
Dicha sobrina de Baltasar llamada Ana de Peralta se unió en matrimonio hacia 1680 con el capitán Antonio González de Alderete y Velazco de Aguiar (Corrientes, 25 de noviembre de 1662-1740), procurador general y alcalde de primer voto —un hijo de Juan González de Alderete y de su esposa Micaela Gómez de Aguiar, nieto paterno de Pedro González de Alderete y de su cónyuge Juana de Velazco y nieto materno de Pedro Gómez de Aguiar y de su mujer Juana de Sequeira— y concibieron a un único hijo llamado Sebastián González de Alderete y Peralta (Corrientes, 22 de junio de 1681-Buenos Aires, 4 de agosto de 1754) que se matrimonió con Ignacia de Basualdo y Cabral de Alpoin, (n. Corrientes, 1694), una hija del sargento mayor Juan de Basualdo y Centurión y de su esposa Jerónima Cabral de Alpoin, y nieta materna del teniente de gobernador correntino Manuel Cabral de Melo y Alpoin.

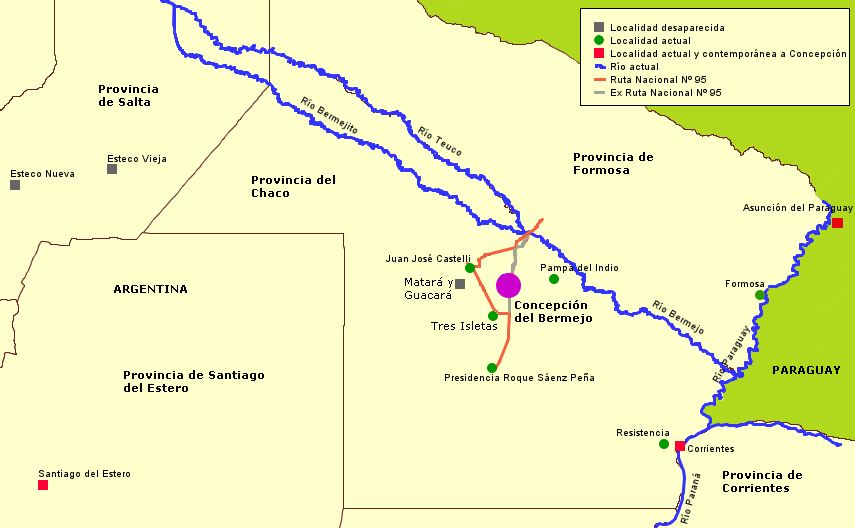
La ciudad de Corrientes y la antigua urbe chaqueña de Concepción del Bermejo, además de sus encomiendas Matará-Guacará, todas en la gobernación del Río de la Plata, y también Esteco Nueva con su estancia Esteco Vieja y rancheríos de Culicas-Yatasto en la gobernación del Tucumán, ambas ciudades extintas respectivamente en 1632 y en 1692 (en mapa con divisiones políticas actuales).

Sus tíos paterno y materna eran el portugués Andrés Maciel y Paes de Puga (n. Viana do Castelo, ca. 1602), quien también pasó a desarme como su hermano en 1643, y su esposa rioplatense y concuñada Magdalena de la Cueva y Prado (n. Concepción del Bermejo, ca. 1607).
Era nieto paterno de Ana Maciel y de Baltasar Paes de la Puga (n. ca. 1570) y por lo tanto, era un sobrino nieto paterno de Melchor Maciel del Águila (Viana do Castelo, 1583-Buenos Aires, 1633), quien fuera un rico hacendado y comerciante.
Sus abuelos maternos eran el capitán Toribio de la Cueva (n. Concepción del Bermejo, ca. 1590) y su esposa Isabel del Prado (n. ib., ca. 1590), nobles vecinos de Concepción que ostentaban blasones familiares y se casaron hacia 1615, convirtiéndose en hacendados.
Por lo tanto sus bisabuelos maternos eran el capitán Diego López del Prado (n. Asunción, ca. 1560) y su cónyuge Isabel de Ochoa Izaguirre (n. ib., ca. 1565) que fueron vecinos fundadores con Alonso de Vera y Aragón de la efímera ciudad chaqueña de Concepción de Buena Esperanza erigida en 1585, y quienes tuvieran que abandonarla en 1632 junto a Isabel y su esposo Toribio, para finalmente radicarse todos en la ciudad de Corrientes hacia 1640.
Además era bisnieto paterno de la infanzona portuguesa María Díaz de Maciel (n. Viana do Castelo, ca. 1563) y de su esposo Antón Fernández del Águila (n. ib., ca. 1558).

### Carrera militar y alcalde de primer voto
Baltasar Maciel y de la Cueva se inició en la carrera de las armas siendo muy joven en el año 1654, o sea a los catorce años de edad, en la Compañía de Infantería Española de Corrientes, en donde alcanzó los rangos sucesivos de alférez, teniente y capitán por su osadía e intrepidez, y ocupó cargos de responsabilidad en su ciudad natal.
Fue propietario de varias casas, tenía criados y llegó a ser un rico hacendado con gran cantidad de cabezas de ganado y fue nombrado tesorero de la Santa Cruzada en el año 1668 y alférez real en 1672.
En el año 1670 fue elegido alcalde de primer voto de Corrientes y volvió a ser electo en 1672.

## Teniente de gobernador de Corrientes y deceso

### Nombramiento y gestión de gobierno
Baltasar Maciel fue teniente de gobernador de Corrientes justicia mayor y capitán a guerra desde mediados de 1675 hasta 1678. Durante su mandato hizo varias obras públicas y mandó a construir reductos para la guarnición que custodiaba la ciudad de Corrientes de los ataques de los aborígenes chaqueños.
Con la ayuda del maestre de campo Alejandro Aguirre, reedificó a sus expensas una nave y el frente de la iglesia matriz. Además fue designado patrono del convento de San Francisco, en el cual reconstruyó la iglesia que estaba en ruinas, por lo que se grabó su buen nombre en el frente de la misma.

### Alcalde de primer voto y lugarteniente interino

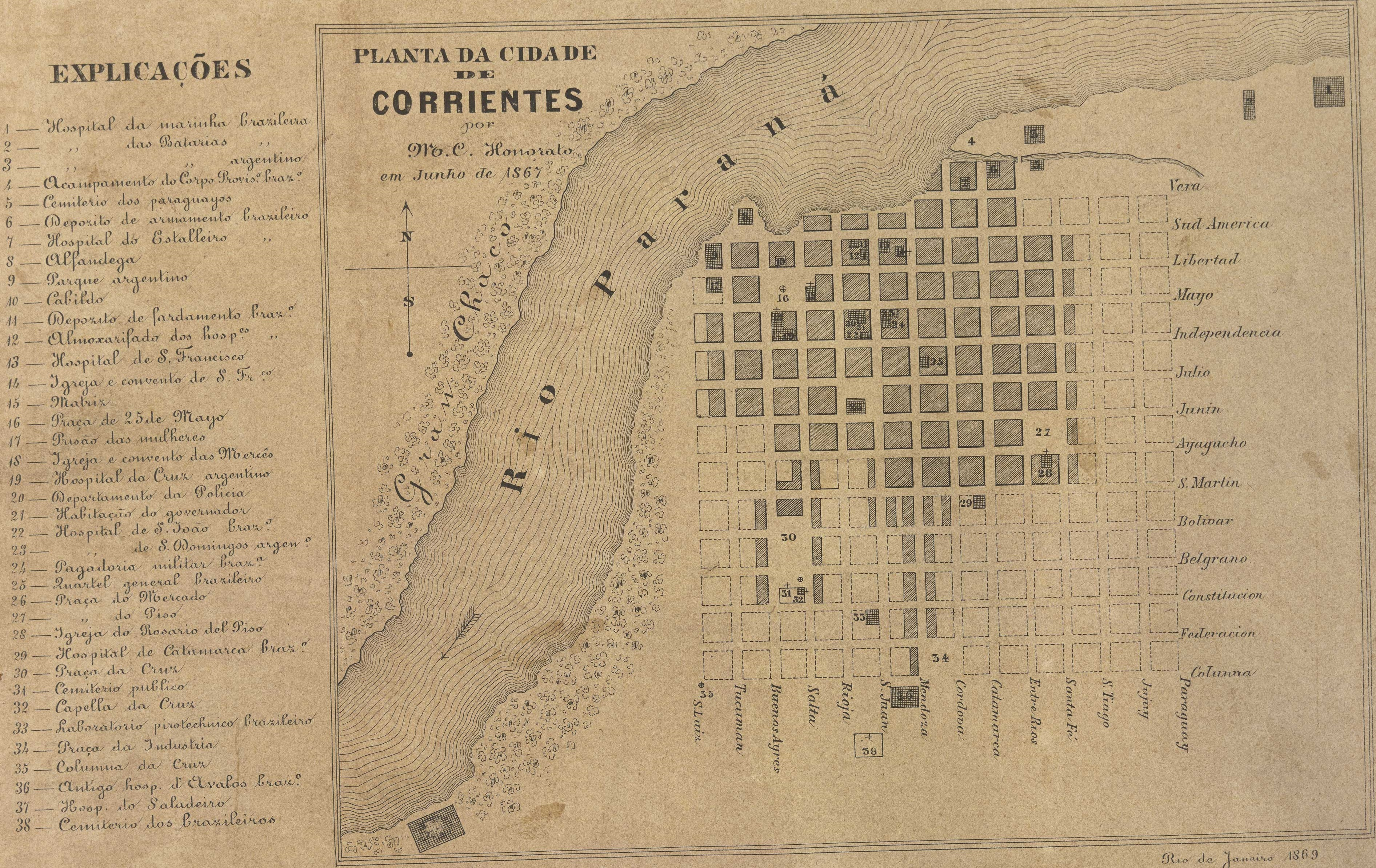
La ciudad de Corrientes (año 1867).

Nuevamente fue elegido como alcalde de primer voto en 1682 e interinamente volvió a ser teniente de gobernador de Corrientes a lo largo del año 1687.
En dicho interinato desplegó una intensa actividad: realizó una expedición al Chaco contra los aborígenes abipones, mudó la capilla del Milagro a un lugar más cercano a la ciudad de Corrientes, mandó confeccionar un nuevo estandarte urbano y aprobó lo dispuesto por el Cabildo de Corrientes de no cumplir la orden del gobernador de hacerle la guerra a los charrúas.
El general Baltasar Maciel otra vez fue elegido alcalde de primer voto en los años 1693 y en 1695, también fue encomendero de Mburucuyá y fue favorecido con una merced de extensas tierras en Lagunas Saladas.
Además fue asignado como tesorero de la Real Hacienda y juez oficial de Cuentas en el año 1699.

### Nuevo nombramiento como teniente de gobernador
El gobernador bonaerense Manuel de Prado Maldonado lo volvió a nombrar el 15 de julio de 1700 como su teniente de gobernador, justicia mayor y capitán a guerra de Corrientes, cargo en que recién fuera recibido por el Cabildo el día 17 de agosto.

### Fallecimiento
El teniente de gobernador correntino Baltasar Maciel de la Cueva fallecería súbitamente en ejercicio del cargo el 15 de mayo de 1701 en la ciudad de Corrientes, que con su tenencia de gobierno dependía de la entonces gobernación del Río de la Plata.

## Matrimonios y descendencia
El alcalde y teniente de gobernador Baltasar Maciel de la Cueva se había unido cuatro veces en matrimonio:
1) - En primeras nupcias hacia 1670 con Antonia de Garay y Cabrera, una hija del teniente de gobernador santafesino Bernabé de Garay y Saavedra y de su mujer Juana Ramírez de Cabrera, y nieta paterna del teniente de gobernador Juan de Garay y Becerra y de su esposa Juana de Saavedra y Sanabria, pero aparentemente de este enlace Baltasar no tuvo sucesores documentados.
2) - En segundas nupcias hacia 1672 con María de Lara y Alderete (n. ca. 1659 - Corrientes, ca. 1678), hija de Pedro González de Alderete (n. ca. 1629), tesorero oficial real de Corrientes, que dio como dote un par de casas, terrenos y una estancia. De este matrimonio tuvo solo una hija primogénita:
- María de Lara y Maciel (n. ca. 1673).

3) - En terceras nupcias hacia principios de 1674 con la viuda Ana de Sequeira Bohorques (n. ca. 1645 - Corrientes, ca. 1685), siendo una hermana de Micaela Gómez de Aguiar casada con Juan González de Alderete ya citados por ser suegros de la sobrina de Baltasar, y ambas, hijas del general andaluz-español Pedro Gómez de Aguiar (n. Puebla de Guzmán, ca. 1605), teniente de gobernador de 1664 a 1665, y de su cónyuge rioplatense Juana de Sequeira (n. Nuestra Señora de Talavera de Esteco, gobernación del Tucumán, 1607), quien a los dos años de edad, al producirse la despoblación de Esteco Vieja en 1609, con sus padres se avecindaron en la ciudad de Concepción del Bermejo por estar cercana a su encomienda de Guacará, ambas localidades en la jurisdicción de la gobernación del Río de la Plata.
De este enlace entre Baltasar II de Maciel y Ana de Sequeira hubo tres hijos, y una hija documentados, siendo estos los siguientes:
- Tomás Maciel (n. Corrientes, e/ noviembre y diciembre de 1674) que fue bautizado el 20 de enero de 1675.

- Francisco Maciel (n. Corrientes, e/ febrero y mayo de 1677) que fue bautizado en 11 de mayo del año de nacimiento.

- Baltasar Maciel y Sequeira (n. Corrientes, ca. 1681) era un militar que llegó al rango de sargento mayor, fue vecino feudatario de Corrientes en donde fue apoderado de su familia en el pleito sostenido por esta con Luciano de Acosta sobre la propiedad de las tierras de Lagunas Saladas y posteriormente se avecindó en la ciudad de Asunción del Paraguay. Baltasar III de Maciel se unió dos veces en matrimonio, en primeras nupcias con una doncella apellidada Chavarri, una hija del maestre de campo Martín Chavarri (f. 1687) que fuera tesorero de la Real Hacienda y alcalde de Asunción del Paraguay y de su esposa Mariana Vallejos Villasanti y Lobato Lodoña, pero de este enlace no tuvo sucesores. En segundas nupcias se enlazó con Francisca de Pessoa y Figueroa, una hija del general Nicolás Homem de Pessoa y Figueroa Mendoza y de su segunda esposa Francisca de Sanabria y Saavedra, y tuvieron por lo menos a una hija llamada María Maciel de Pessoa.

- Rosa Maciel de Aguiar (n. ca. 1684).

4) - En cuartas nupcias hacia 1686 con Gregoria Cabral de Melo Alpoin y Mansilla (n. Corrientes, ca. 1659), una  hija del maestre de campo azureño Manuel Cabral de Melo y Alpoin (n. 1591 - f. 1676) —quien con 5 años de edad se había trasladado a Río de Janeiro en 1596 con sus padres y los tres hermanos pequeños: Matías Cabral de Melo, Cristóbal, María e Isabel siendo bebé, y en donde nacerían otros tres hermanos: Juan, el futuro general Amador Báez de Alpoin que se casó con Ana Romero de Santa Cruz, y el hermano menor Antonio Vaz de Alpoim, y dicha familia poseedora de una gran fortuna pasaron a la ciudad de Buenos Aires el 5 de enero de 1599, en donde adquirió una estancia en el pago del río Luján— y quien también fuera teniente de gobernador de Corrientes desde 1629 hasta 1633 y de 1634 a 1636, y de su muy joven primera esposa Inés Arias de Mansilla y Espinosa (n. ca. 1611), y nieta paterna de los azoranos Amador Vaz de Alpoim y de Margarita Cabral de Melo, la hermana menor de Inés Nunes. De este tercer enlace tuvo por lo menos un hijo y una hija:
- Manuel Maciel y Cabral de Alpoin (Corrientes, 1690 - Santa Fe, 20 de octubre de 1764) era un militar que llegó a ser maestre de campo general que ocupó el cargo de alcalde de primer voto de la ciudad de Corrientes en 1714, alcalde de primer voto de la ciudad de Santa Fe en 1726, en el mismo año que se unió en matrimonio con Rosa de Lacoizqueta y Martínez del Monje (n. Santa Fe, ca. 1700), una hija del maestre de campo hispano-navarro Juan de Lacoizqueta, teniente de gobernador de Santa Fe desde 1712 hasta 1716, y de su esposa María Martínez del Monje y Pessoa Figueroa (n. Santa Fe, ca. 1665). Nuevamente fue elegido alcalde de primer voto de Santa Fe en 1734 y en 1747, entre otros cargos.

- Ana Maciel (Corrientes, ca. 1697 - ib., 16 de noviembre de 1790) que se casó en 1721 en Corrientes con el maestre de campo vizcaíno-español Juan Crisóstomo de Dizidio y Zamudio (Baracaldo, 1683 - Corrientes, 1753) que fue alcalde de primer voto en 1730, regidor del Cabildo de Corrientes en 1735 y en 1738, alguacil mayor, procurador general y alférez real, siendo hijo de Tomás de Dizidio y de su esposa Antonia de Zamudio, la cual a su vez era la hermana del gobernador tucumano Juan de Zamudio, caballero de la Orden de Santiago, con quien su sobrino pasó a la gobernación del Río de la Plata en el año 1696. Finalmente Ana María Maciel testó en Corrientes el 28 de enero de 1785, ante el escribano Santiago González, y fallecería cinco años después en Corrientes para ser sepultada al día siguiente en la iglesia de La Merced.